# Paula Forteza
Paula Forteza (París, Francia, 8 de agosto de 1986) es una política francesa.
Fue diputada francesa para la segunda circunscripción de los franceses en el extranjero (América Latina y el Caribe) desde el 21 de junio de 2017 hasta el año 2022. Miembro de La República En Marcha durante la primera parte de su mandato, abandonó el partido y se presentó a las elecciones municipales de París en 2020, para el distrito 19.

## Biografía
Nacida de padres argentinos en París, vivió allí hasta los siete años, antes de regresar a la Argentina. Estudió en la escuela secundaria franco-argentina Jean-Mermoz y se graduó de la Universidad Torcuato Di Tella en Buenos Aires y de Sciences Po Paris. Ha trabajado en 2014 para Etalab, un programa del Primer ministro francés responsable de la política de datos abiertos y del gobierno abierto, en particular la publicación de los gastos de la administración.
En mayo de 2017, es elegida como candidata para representar a La République en marche! en el 2.º distrito de los franceses establecidos fuera de Francia. Ella es elegida para enfrentar a Sergio Coronado el 17 de junio de 2017.
Ha estado involucrada en la sección de Buenos Aires de la Asociación Democrática de Franceses en el Exterior (ADFE).

## Mandatos y acciones

### Mandatos nacionales actuales
Desde el 19 de junio de 2017: miembro de la segunda circunscripción de los franceses establecida fuera de Francia.
El 20 de septiembre de 2017, François de Rugy, presidente de la Asamblea Nacional de Francia, anuncia su nombramiento como relator de uno de los grupos de trabajo destinados a reformar la Asamblea Nacional. Su grupo de trabajo es "Democracia digital y nuevas formas de participación ciudadana". Durante su campaña, Paula Forteza firmó el pacto de software libre de la asociación April y tuvo muchas interacciones con asociaciones de "tecnología cívica".

### Acciones

#### La reforma de la Asamblea nacional
Como parte de las reformas propuestas por François de Rugy para que la Asamblea Nacional se convierta en la institución de representación de los ciudadanos, Paula Forteza ha invertido en el grupo de trabajo "democracia digital y nuevas formas de participación ciudadana". El propósito de este grupo de trabajo fue proponer iniciativas concretas de integración ciudadana en el proceso legislativo. Se lanzó una consulta pública de un mes (del 9 de octubre al 10 de noviembre de 2017): recabó 1.334 contribuciones, 1.700 comentarios y 17.321 votos. También se organizó un taller para ciudadanos en Liberté Living Lab, al que asistieron 200 personas.

#### La ley sobre la moralización de la vida pública
Paula Forteza fue responsable del texto sobre la ley para la confianza en la vida política. El objetivo de este texto era restaurar la confianza de los ciudadanos en la vida política, a menudo considerada como un medio de corrupción y pequeños arreglos. La ley, que se aprobó en el verano de 2017, establece varios puntos: la obligación de tener un historial criminal limpio para ser elegido, la declaración de patrimonio y actividades, la imposibilidad de que un elegido contrate a alguien uno de su familia, la transparencia de los gastos de los mandatos, la supresión de la reserva parlamentaria y la reserva ministerial, etc.

#### La animación de las redes latinoamericanas
- Ella recibió a la delegación venezolana y participó en la visita del presidente argentino Mauricio Macri.
- Ella participa en la Semana de América Latina y el Caribe 2018.

#### El desarrollo digital en Francia
En la primavera de 2019, fue presentada como Secretaria de Estado para Digital, finalmente desempeñar a Cédric O.
En octubre de 2019, fue nombrada ponente para la misión de información "identidad digital".
En enero de 2020, presenta un informe al gobierno en la estrategia francesa por la tecnología cuántica, poniendo cincuenta recomendaciones.

### Críticas y salida de la mayoría parlamentaria
El 28 de enero de 2020, Paula Forteza anunció en una radio nacional que abandonaría La República en Marcha. Explicó su decisión por un desacuerdo sobre las acciones del partido político, no lo sufficiente verde ni social, y sobre el método político, favoreciendo para ella "las amistades en detrimento de la competencias".
Se vuelve en una diputada non-inscrita, y aboga por la creación de un partido "ecológico y progresisto".

### Elecciones municipales de París en 2020
Apoya por el candidato disidente Cédric Villani durante las elecciones municipales de Paris en 2020, y se convirtió en la cabeza de lista de ello en el distrito 19. Obtuvo 5,82% de los votos en la primera ronda.